# 확장성
확장성(擴張性), 범위성(範圍性), 스케일러빌리티(Scalability)는 시스템에 자원을 추가함으로써 증대되는 일의 양을 처리하기 위한 시스템의 속성이다.
경제학 분야에서 확장 가능한 사업 모형은 기업이 자원 증가에 따라 판매를 제고할 수 있음을 의미한다. 예를 들어 패키지 전달 시스템의 경우 더 많은 조달 차량을 추가함으로써 더 많은 패키지의 수송이 가능하므로 확장이 가능하다. 그러나 모든 패키지들이 정렬을 위해 단일 창고를 통해 먼저 통과되는 경우 시스템은 확장성이 없는데 그 이유는 하나의 창고에는 한정된 수량의 패키지만 처리할 수 있기 때문이다.
컴퓨팅에서 확장성은 컴퓨터, 네트워크, 알고리즘, 통신 프로토콜, 컴퓨터 프로그램, 애플리케이션의 한 특징이다. 한 예로는 증가하는 수많은 사용자와 색인화 대상의 주제 수를 지원해야 하는 검색 엔진이 있다. 웹스케일(webscale)은 대형 클라우드 컴퓨팅 기업들의 기능들을 기업형 데이터 센터들로 이관하는 컴퓨터의 구조적 접근 방식이다.
수학에서 확장성은 대개 스칼라 곱셈 하의 폐포를 의미한다.

## 같이 보기
- 계산 복잡도 이론
- 구스타프슨의 법칙
- 부하분산
- 락 (컴퓨터 과학)
- NoSQL